# Lubiec
Lubiec – wieś w Polsce położona w województwie łódzkim, w powiecie bełchatowskim, w gminie Szczerców.
W latach 1954–1961 wieś należała i była siedzibą władz gromady Lubiec, po jej zniesieniu w gromadzie Szczerców. W latach 1975–1998 miejscowość administracyjnie należała do województwa piotrkowskiego.
Niedaleko od Lubca (ok. 1 km) przebiega droga wojewódzka nr 483 ze Szczercowa do Łasku.
W Lubcu znajduje się stary dworek, w którym po dokonaniu renowacji otwarto szkołę podstawową. W okolicach wsi znajdują się cztery schrony (dwa w lesie i dwa na polach) z czasów II wojny światowej.
Niedaleko Lubca znajduje się kompleks stawów rybnych zasilany wodami rzeki Pilsi prawego dopływu Widawki oraz dawny młyn wodny.
W miejscowości istnieje Kaplica pw. MB Nieustającej Pomocy

## Części wsi
| SIMC    | Nazwa          | Rodzaj    |
| ------- | -------------- | --------- |
| 0553176 | Edwardów       | część wsi |
| 0553182 | Lubiec-Parcela | część wsi |
| 0553199 | Piła           | część wsi |

## Zabytki
Według rejestru zabytków Narodowego Instytutu Dziedzictwa na listę zabytków wpisane są obiekty:
- zespół dworski, 1 poł. XIX w.:
  - dwór, nr rej.: 174 z 18.08.1967
  - park, nr rej.: 355 z 6.08.1985 i z 15.09.1993